# NiziU
NiziU (japonais : ニジュー ; coréen : 니쥬) est un girl group japonais formé en 2020, par l'agence sud-coréenne JYP Entertainment, en collaboration avec Sony Music Entertainment Japan. Le groupe est composé de neuf membres qui ont été choisis à travers l'émission de survie Nizi Project : Mako, Rio, Maya, Riku, Ayaka, Mayuka, Rima, Miihi et Nina. Le nom du groupe vient du mot japonais « Niji » (虹), signifiant « arc-en-ciel ».

## Histoire
NiziU a été formé par le biais de l'émission de téléréalité de survie Nizi Project, diffusée chaque semaine sur Hulu Japon et finalement distribuée à l'international via la chaîne YouTube de JYP Entertainment. L'émission et le groupe ont été les deuxièmes (le premier étant Boy Story) à suivre la stratégie Globalization by Localization de JYP Entertainment, en collaborant avec le label local Sony Music pour la gestion de l'émission et du groupe.
L'émission a été divisée en deux saisons. La première diffusait les auditions de membres potentiels à travers le Japon et, au terme de ces auditions, permettrait à quatorze des vingt-six filles choisies par J.Y. Park de se rendre en Corée du Sud pour des entraînements plus approfondis. La deuxième saison présentait cet entraînement, d'une durée de six mois.
Avant l'émission, de nombreux membres de NiziU avaient déjà suivi des stages ou des activités de divertissement au Japon et en Corée du Sud. Maya Katsumura était une ancienne stagiaire de la filiale japonaise d'YG Entertainment, YG Japan, tandis que Miihi Suzuno, Mako Yamaguchi et Rima Nakabayashi étaient déjà stagiaires de JYP Entertainment. Rio Hanabashi fut stagiaire du label LDH d'Exile et devait faire ses débuts dans le groupe Bunnies, avant de partir pour des raisons personnelles.
Le 26 juin 2020, le dernier épisode de Nizi Project a été diffusé, avec quelques informations concernant le futur groupe (nom, nombre de membres, membres choisis). Il a été également déclaré que Sony Music Japan cogérerait NiziU avec JYP Entertainment et gérerait donc également les droits de distribution de toutes les futures musiques du groupe.
Le 2 décembre 2020, NiziU font officiellement leurs débuts au Japon avec la sortie du single Step and a Step, qui atteindra la première place du classement hebdomadaire japonais Oricon, faisant de NiziU le deuxième groupe féminin japonais à atteindre cette place avec un premier album après Hinatazaka46 (en).
Seulement quelques jours après ses débuts, le groupe participe à la 71e édition de Kōhaku Uta Gassen, émission télévisée musicale annuelle, diffusée à la nouvelle année, très populaire au Japon.

## Membres
| Nom complet         | Nom complet | Date de naissance | Nationalité            |
| Romanisé            | Japonais    | Date de naissance | Nationalité            |
| ------------------- | ----------- | ----------------- | ---------------------- |
| Mako Yamaguchi      | 山口真子    | 4 avril 2001      | Japonaise              |
| Rio Hanabashi       | 花橋梨緒    | 4 février 2002    | Japonaise              |
| Maya Katsumura      | 勝村摩耶    | 8 avril 2002      | Japonaise              |
| Riku Oe             | 大江梨久    | 26 octobre 2002   | Japonaise              |
| Ayaka Arai          | 新井彩香    | 20 juin 2003      | Japonaise              |
| Mayuka Ogou         | 小合麻由佳  | 13 novembre 2003  | Japonaise              |
| Rima Nakabayashi    | 中林里茉    | 26 mars 2004      | Japonaise              |
| Miihi Suzuno        | 鈴野未光    | 12 août 2004      | Japonaise              |
| Nina Makino-Hillman | 牧野仁菜    | 27 février 2005   | Japonaise / Américaine |

## Discographie

### Albums studio
| Année | Titre   | Détails                                                                                         | Classement | Ventes                |
| Année | Titre   | Détails                                                                                         | JPN        | Ventes                |
| ----- | ------- | ----------------------------------------------------------------------------------------------- | ---------- | --------------------- |
| 2021  | U       | - Date de sortie : 24 novembre 2021 - Labels : JYP Entertainment, Epic Records/Sony Music Japan | 1          | JPN : plus de 232 000 |
| 2023  | Coconut | - Date de sortie : 19 juillet 2023 - Labels : JYP Entertainment, Epic Records/Sony Music Japan  | 1          | JPN : plus de 197 000 |

### EP
| Année | Titre          | Détails                                                                                               | Classement | Ventes                |
| Année | Titre          | Détails                                                                                               | JPN        | Ventes                |
| ----- | -------------- | --- | ---------- | --------------------- |
| 2020  | Make you happy | - Date de sortie : 30 juin 2020 (digital) - Labels : JYP Entertainment, Epic Records/Sony Music Japan | 1          | JPN : plus de 118 000 |
| 2024  | Rise Up        | - Date de sortie : 24 juillet 2024 - Labels : JYP Entertainment, Epic Records/Sony Music Japan        | 1          | JPN : plus de 223 000 |
| 2025  | Awake          | - Date de sortie : 5 février 2025 - Labels : JYP Entertainment, Epic Records/Sony Music Japan         | 1          | JPN : plus de 225 000 |

### Single albums
| Année | Titre      | Détails                                                        | Classement | Ventes                |
| Année | Titre      | Détails                                                        | COR        | Ventes                |
| ----- | ---------- | -------------------------------------------------------------- | ---------- | --------------------- |
| 2023  | Press Play | - Date de sortie : 30 octobre 2023 - Label : JYP Entertainment | 5          | COR : plus de 159 000 |
| 2025  | Love Line  | - Date de sortie : 31 mars 2025 - Label : JYP Entertainment    | 3          | COR : plus de 149 000 |

### Singles
| Année                                                                            | Titre              | Meilleures positions | Meilleures positions | Meilleures positions | Certification        | Album                |
| Année                                                                            | Titre              | JPN Phy.             | JPN                  | MON                  | Certification        | Album                |
| Japonais                                                                         | Japonais           | Japonais             | Japonais             | Japonais             | Japonais             | Japonais             |
| -------------------------------------------------------------------------------- | ------------------ | -------------------- | -------------------- | -------------------- | -------------------- | -------------------- |
| 2020                                                                             | Make you happy     | —                    | 2                    | 129                  |                      | Make you happy       |
| 2020                                                                             | Step and a Step    | 1                    | 1                    | 75                   | JPN : Platine (Phy.) | U                    |
| 2021                                                                             | Take a Picture     | 1                    | 1                    | 91                   | JPN : Platine (Phy.) | U                    |
| 2021                                                                             | Poppin' Shakin     | 1                    | 7                    | —                    | JPN : Platine (Phy.) | U                    |
| 2021                                                                             | Super Summer       | —                    | 8                    | —                    |                      | U                    |
| 2021                                                                             | Chopstick          | —                    | 7                    | —                    |                      | U                    |
| 2022                                                                             | Asobo              | —                    | 5                    | —                    | Coconut              |                      |
| 2022                                                                             | Clap Clap          | 1                    | 1                    | —                    | Coconut              | JPN : Platine (Phy.) |
| 2022                                                                             | Blue Moon          | 2                    | 4                    | —                    | JPN : Platine (Phy.) | Hors album           |
| 2023                                                                             | Paradise           | 2                    | 1                    | —                    | JPN : Or (Phy.)      | Coconut              |
| 2023                                                                             | Coconut            | —                    | 30                   | —                    |                      | Coconut              |
| 2024                                                                             | Memories           | —                    | 27                   | —                    | Awake                |                      |
| 2024                                                                             | Sweet Nonfiction   | —                    | 21                   | —                    | Awake                |                      |
| 2024                                                                             | Rise Up            | —                    | 46                   | —                    | Rise Up              |                      |
| 2024                                                                             | Always             | —                    | 35                   | —                    | Awake                |                      |
| 2025                                                                             | Yoake              | —                    | 40                   | —                    | Awake                |                      |
| Coréens                                                                          |                    |                      |                      |                      |                      |                      |
| 2023                                                                             | Heartris           | —                    | 10                   | —                    |                      | Press Play           |
| 2025                                                                             | Love Line (운명선) | —                    | 55                   | —                    | Love Line            |                      |
| "—" indique que le single ne s'est pas classé ou n'est pas sorti dans ce format. |                    |                      |                      |                      |                      |                      |

## Tournées
- NiziU Live With U 2022 "Light It Up"
- NiziU Live With U 2022 "Burn It Up"
- NiziU Live With U 2023 "Coco! nut Fes."
- NiziU Live With U 2024–2025 "Awake"

## Récompenses et nominations

### Asia Artist Awards
| Année | Catégorie                | Travail nommé | Résultat | Réf.   |
| ----- | ------------------------ | ------------- | -------- | ------ |
| 2022  | Best Musician            | NiziU         | Lauréat  | [ 21 ] |
| 2022  | Hot Trend Award - Singer | NiziU         | Lauréat  | [ 21 ] |
| 2024  | AAA Popularity Award     | NiziU         | Lauréat  | [ 22 ] |

### MTV Video Music Awards Japan
| Année | Catégorie        | Travail nommé  | Résultat | Réf.   |
| ----- | ---------------- | -------------- | -------- | ------ |
| 2020  | Best Dance Video | Make you happy | Lauréat  | [ 23 ] |
| 2021  | Best Buzz Award  | NiziU          | Lauréat  | [ 24 ] |
| 2023  | Best Pop Video   | Paradise       | Lauréat  | [ 25 ] |

### Japan Record Awards
| Année | Catégorie                       | Travail nommé  | Résultat   | Réf.   |
| ----- | ------------------------------- | -------------- | ---------- | ------ |
| 2020  | Special Achievement Award       | NiziU          | Lauréat    | [ 26 ] |
| 2021  | Chanson de l'Année (Grand Prix) | Take a Picture | Nomination | [ 27 ] |
| 2022  | Chanson de l'Année (Grand Prix) | Clap Clap      | Nomination | [ 28 ] |

### Japan Gold Disc Awards
| Année | Catégorie                 | Travail nommé  | Résultat | Réf.   |
| ----- | ------------------------- | -------------- | -------- | ------ |
| 2021  | Best 5 new artist         | NiziU          | Lauréat  | [ 29 ] |
| 2021  | Best 5 songs by download  | Make you happy | Lauréat  | [ 30 ] |
| 2021  | Best 5 songs by streaming | Make you happy | Lauréat  | [ 31 ] |